# Mezinárodní řidičský průkaz

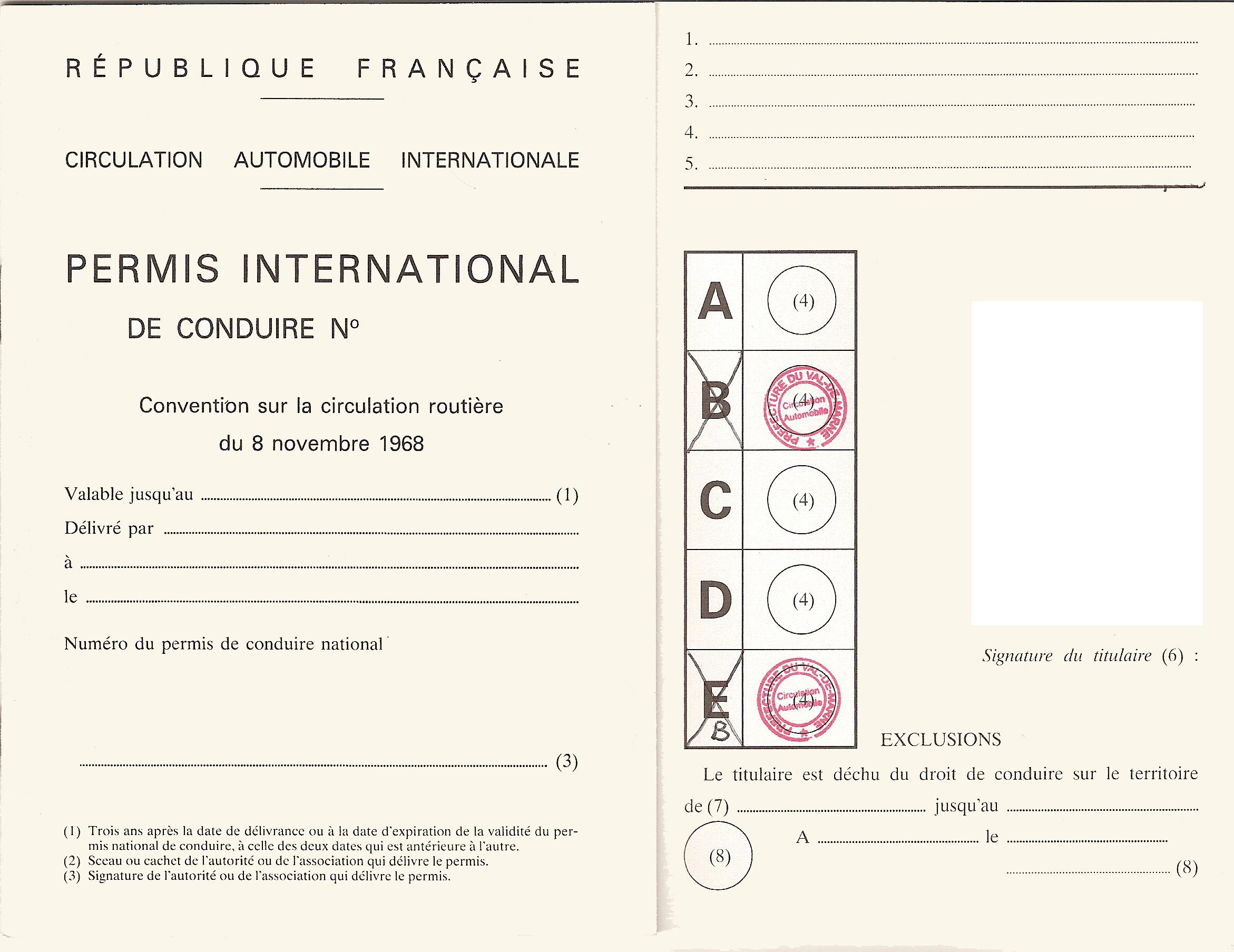
Francouzská verze mezinárodního řidičského průkazu podle Vídeňské úmluvy

Mezinárodní řidičský průkaz je doklad opravňující držitele řidičského oprávnění k řízení motorových vozidel mimo jeho domovskou zemi. Jedná se v podstatě o ověřený překlad národního řidičského průkazu a bez něj je neplatný.

## Typy

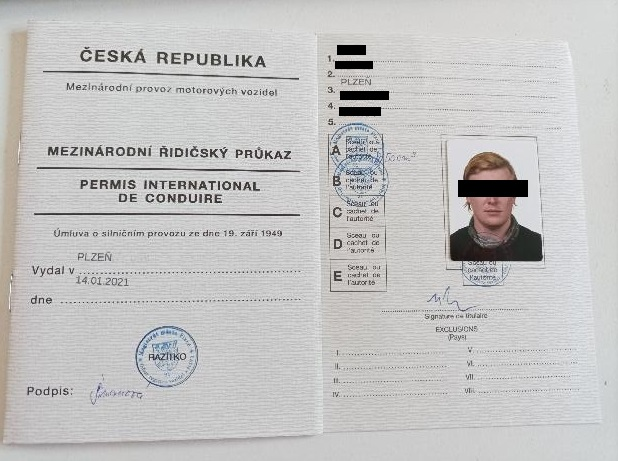
Česká verze mezinárodního řidičského průkazu podle Ženevské úmluvy

Existují dva typy mezinárodního řidičského průkazu. Jeden je pro státy, které podepsaly roku 1949 Ženevskou úmluvu, a platí jeden rok; ten druhý, pro státy, které podepsaly roku 1968 Vídeňskou úmluvu, platí tři roky. Některé státy uznávají oba druhy průkazů, některé jen jeden. Průkazy vydané podle starší, Pařížské úmluvy z roku 1929, již nejsou vyžadovány ani vydávány v žádné zemi s výjimkou Somálska.

### Státy Ženevské úmluvy
Albánie, Alžírsko, Andorra, Argentina, Austrálie, Bangladéš, Barbados, Belize, Benin, Bosna a Hercegovina, Botswana, Burkina Faso, Černá Hora, Demokratická republika Kongo, Dominikánská republika, Ekvádor, Egypt, Fidži, Filipíny, Ghana, Gruzie, Guatemala, Haiti, Chile, Indie, Island, Izrael, Jamajka, Japonsko, Jihoafrická republika, Jordánsko, Kambodža, Kanada, Kongo, Kuba, Kyrgyzstán, Laos, Libanon, Lesotho, Madagaskar, Malawi, Malajsie, Mali, Maroko, Monako, Namibie, Niger, Nigérie, Nový Zéland, Omán, Papua Nová Guinea, Paraguay, Peru, Pobřeží slonoviny, Jižní Korea, Rusko, Rwanda, San Marino, Senegal, Srbsko, Sierra Leone, Singapur, Spojené arabské emiráty, Srí Lanka, Středoafrická republika, Sýrie, Thajsko, Togo, Trinidad a Tobago, Tunisko, Turecko, Uganda, USA, Venezuela, Vietnam a Zimbabwe

### Státy Vídeňské úmluvy
Albánie, Arménie, Ázerbájdžán, Bahamy, Bahrajn, Bělorusko, Bosna a Hercegovina, Brazílie, Černá Hora, Demokratická republika Kongo, Filipíny, Gruzie, Guyana, Írán, Izrael, Jihoafrická republika, Katar, Kazachstán, Keňa, Kuba, Kuvajt, Kyrgyzstán, Libérie, Severní Makedonie, Maroko, Moldávie, Monako, Mongolsko, Niger, Omán, Pákistán, Peru, Pobřeží slonoviny, Rusko, San Marino, Saúdská Arábie, Senegal, Srbsko, Seychely, Spojené arabské emiráty, Středoafrická republika, Tádžikistán, Thajsko, Tunisko, Turecko, Turkmenistán, Ukrajina, Uruguay, Uzbekistán, Vietnam a Zimbabwe

## Vydání
V ČR je možné požádat o vydání mezinárodního řidičského průkazu na registru řidičů odboru dopravy jakéhokoliv obecního úřadu obce s rozšířenou působností. K žádosti je nutné přiložit:
- platný doklad totožnosti,
- platný řidičský průkaz a
- průkazovou fotografii (o rozměrech 35 x 45 mm).

Správní poplatek za vyřízení žádosti činí 200 Kč. Mezinárodní řidičský průkaz bude vystaven bezodkladně (zpravidla na počkání). Žádný držitel řidičského oprávnění nesmí mít více než jeden platný MŘP podle Vídeňské úmluvy a jeden platný MŘP podle Ženevské úmluvy.